# Low Frequency Oscillator

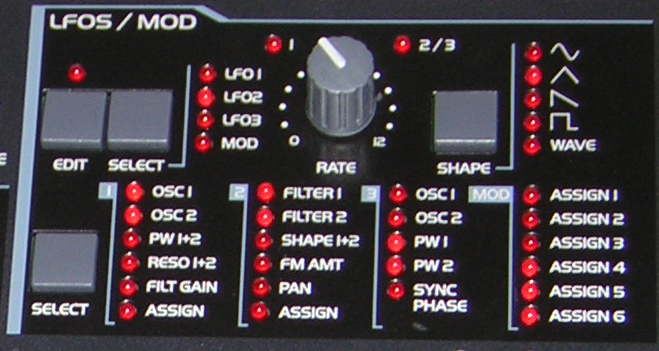
LFO-Sektion eines Access-Virus-Synthesizers

Ein Low Frequency Oscillator, meist kurz LFO, ist ein niederfrequenter Oszillator, der in elektronischen Musikinstrumenten und Effektgeräten zur Modulation klangformender Komponenten eingesetzt wird. Er erzeugt eine niederfrequente Wellenform (in der Regel Sinus, Dreieck, Rechteck, aber auch Sägezahn oder andere) oft im Bereich unter 10 Hz und ist somit selbst für das Ohr nicht wahrnehmbar.
Bei Unterschreiten der unteren Hörgrenze der LFO-Frequenz in der Hörfläche entsteht ein komplexer, stationärer Klang: ein Gemisch aus harmonischen und unharmonischen Teiltönen, welches vom Verhältnis der beiden Frequenzen und ihrer Amplituden abhängig ist. Die Teiltöne entstehen auf die vom Ringmodulator bekannte Weise durch die Bildung von Summen- und Differenzfrequenzen: die Modulationsfrequenz B wird zur Grundfrequenz des Klanges A sowohl addiert als auch von ihr subtrahiert. Es handelt sich also um eine Ringmodulationsperfektionierung.
Ein besonderer Vorzug dieses Klangsyntheseverfahrens betrifft die relativ einfache Erzeugung dynamischer Klangspektren. Erfolgt die Überlagerung mit dem Modulationssignal nicht kontinuierlich, sondern wird in ihrem zeitlichen Ablauf gesteuert, verändert sich der generierte Klang langsam. Die zeitliche Steuerung der Klangveränderung lässt sich durch Zuordnung proprietärer Hüllkurven für Modulations- oder Trägerfrequenz realisieren. Sprunghafte Klangänderungen zwischen verschiedenen, in sich stationären Klangzuständen lassen sich erreichen, indem zu festgelegten Zeiten Modulationsfrequenzen durch Potentiometer und Schalter, oder automatisch (durch Sequenzer) zu- oder abgeschaltet werden.
Ein besonderer Fall liegt vor, wenn Klang- und Modulationsfrequenzen selbst Ergebnisse zuvor durchgeführter Amplitudenmodulationen sind. Man spricht dann von unterschiedlichen Modulationsebenen. Mit diesen können sehr komplexe Klangergebnisse erzeugt werden, welche mathematisch nur sehr schwer zu berechnen sind.
Durch die Verknüpfung mehrerer Modulationsebenen ist es mit mäßigem Aufwand möglich, die Struktur der entstehenden Klänge vorherzuberechnen. Diese Anordnung der Modulation ist wesentlicher Bestandteil musikalischer Planung und damit in vielen Punkten mit traditionellen Partituren vergleichbar.
Manche LFOs haben eine eigene Hüllkurve, mit der die Modulationstiefe gesteuert wird. Damit kann man das An- und Abschwellen eines Modulationseffektes einstellen, wie zum Beispiel das langsame Anschwellen des Vibratos einer Geige.
In einigen Synthesizern erfolgt die Zuweisung der LFOs zu einem klangformenden Bestandteil mittels fest vorgegebener Verknüpfungen oder einer Modulationsmatrix. Es ist auch möglich, einen VCO als LFO zu gebrauchen (siehe alte Moog-Synthesizer).
Anwendungsbeispiele:
| Vibrato   | Der LFO moduliert mit hoher Geschwindigkeit die Tonhöhe des Oszillators                                                                                         |  |
| Tremolo   | Der LFO moduliert mit mittlerer Geschwindigkeit die Lautstärke des Verstärkers                                                                                  |  |
| Panorama  | Der LFO moduliert mit niedriger Geschwindigkeit die Lautstärke der beiden Ausgänge des Synthesizers, wodurch der Klang von rechts nach links und zurück wandert |  |
| Filter    | Der LFO moduliert die Eckfrequenz des Filters, wodurch sich Änderungen in der Klangfarbe ergeben                                                                |  |
| Pulsweite | Der LFO moduliert die Pulsweite des Rechtecksignales eines Oszillators                                                                                          |  |